# Primeras Naciones Cold Lake
Las Primeras Naciones Cold Lake (también, Łue Chogh Tué) son un gobierno de banda de las Primeras Naciones Canadienses. Esta banda es el órgano rector de personas descendientes de varios grupos históricos diferentes, de ahí el plural, naciones, utilizado en el nombre de la banda. En agosto de 2019, había 2.960 miembros de esta banda, de los cuales 1.322 vivían dentro de cinco reservas, unos 220 kilómetros cuadrados (84,9 mi²) dentro de los límites de la provincia de Alberta.
Las Naciones Cold Lake son parte de los Dënesųłiné y ocupan el territorio alrededor del actual Cold Lake, Alberta, en el noreste de la provincia cerca de la frontera con Saskatchewan. Son la única comunidad chipewyan en firmar el Tratado 6 y están algo aisladas de otras tribus chipewyan. Sus vecinos chipewyan más cercanos están situados en Ejerésche o Dillon, Saskatchewan y K'ái K'oz Desé o Janvier, Alberta, ambos a aproximadamente 5 horas de distancia en vehículo motorizado.

## Historia
Las tradiciones orales de las Primeras Naciones de Cold Lake se remontan a tradiciones características del final de la última edad de hielo. Los artefactos arqueológicos prehistóricos, como herramientas de piedra y cerámica, datan de hace más de 5.000 años. Los investigadores también han descubierto un campamento precolombino que cubre unos 1,2 metros cuadrados (1,4 yd²) a lo largo de la orilla del lago en English Bay. Conocida localmente como Berry Point, la zona ha sido utilizada por los denesuline para pescar, cazar y recolectar medicinas desde tiempos inmemoriales. Los huesos de sus antepasados están enterrados en tumbas en esa región.

### Comercio de pieles
Los Denesuline de Cold Lake fue tradicionalmente un pueblo nómada que vivía de la tierra cazando y recolectando. Los humedales, las praderas y los bosques boreales constituían su territorio de origen en esta ecorregión y, de hecho, abundaban en alimentos. Durante la era del comercio de pieles, se ubicaban en una zona de residencia tradicional conocida por la tribu como Denne Ni Nennè, en los alrededores de Primrose Lake y Cold Lake, donde había abundancia de animales con pieles como el castor y la rata almizclera.
En 1716, los pueblos de la zona de Cold Lake parecen haber tenido contacto con el comercio de pieles. Tribus vecinas, particularmente bandas Cri de la región del este, atacaban a las bandas de Cold Lake con la ventaja del uso de armas de fuego. Después de que se construyera el primer puesto comercial alrededor de 1871, los grupos alrededor de Cold Lake comenzaron a comerciar pieles con los europeos por su cuenta, viajando a los puestos comerciales del norte en la Bahía de Hudson e incluso a Hochelaga en el río San Lorenzo.

### Tratado N.º 6
El Gobierno de Canadá negoció con Cree de las praderas y de los bosques, y algunos Nakota, así como con los pueblos denesuline alrededor de Cold Lake. El Tratado 6, que cubre lo que hoy es el centro de Alberta y Saskatchewan, se firmó en 1876 en Fort Carlton y Fort Pitt. 
Una tribu cri emigró a un terreno en Willow Point, un territorio que abarca unas 20 millas (32,2 km) al sur y al oeste. Incluía el lago Cold Lake, que los Denesuline llamaban Luwe Chok Tuwe o Łue Chok Tué y donde pasaban los veranos, mientras que los inviernos los pasaban en Primrose Lake (llamado en el idioma chipewyan Xah Tué).
Cuando el jefe Uldahi murió en junio de 1882, no tuvo sucesor. En consecuencia, el grupo que habitaba en Heart Lake eligió a sus propios jefes. También intentaron conseguir una reserva propia. En una colina sobre Reiter Creek se reunieron en el verano de 1913 y eligieron a Alexi Janvier (Nanuchele) como su jefe. Al final de la Primera Guerra Mundial, la gente que regresaba de los campos de batalla de Europa trajo consigo la gripe española. Casi la mitad de la población murió de esa enfermedad.
Las Naciones de Cold Lake se habían visto obligadas a abandonar su estilo de vida nómada. Al principio eran agricultores bastante exitosos, pero mientras tanto una gran parte de la tierra está arrendada a agricultores blancos con más dinero.[cita requerida]

### Rebelión del Noroeste
Después de la masacre de Frog Lake en mayo de 1885, el grupo principal de la banda huyó a Cold Lake por temor a represalias. A pesar de la moderación de un sacerdote, la milicia desarmó a la tribu. Las mujeres y los niños fueron enviados a un campamento en Reiter Creek, mientras que los hombres permanecieron en el campamento del ejército. Cuando la banda regresó a Cold Lake, se encontraron allí con otra unidad armada. La tradición oral habla de una ejecución masiva, que fue evitada mediante una decisión de último momento.[cita requerida]
En 1890 muchas familias chipewyan se trasladaron de Heart Lake (Saskatchewan) a Primrose Lake, como solían hacer tradicionalmente, pero esta vez se quedaron allí de forma permanente.[cita requerida]
Cuando comenzaron los estudios territoriales en 1902, todavía se sospechaba que los indios de Cold Lake habían participado en la Rebelión del Noroeste, por lo que perdieron sus derechos a tratados. Además, el agente indio responsable creía que su territorio era demasiado grande para sólo 330 miembros de la tribu. Su territorio quedó reducido a 73 millas cuadradas (189,1 km²)   En consecuencia, ya no podían vivir de la pesca, la caza y la captura de animales. A cambio de no perder sus derechos de pesca, intercambiaron sus 16 millas cuadradas (41,4 km²) de terreno al sur del río Beaver con un terreno en Cold Lake, más precisamente en English Bay. Al mismo tiempo, llegaron colonos franceses a la Bahía Francesa .[cita requerida]

### Asimilación forzada
The Canadian residential school system También se introdujo para las Primeras Naciones de Cold Lake. Los niños tuvieron que asistir a escuelas residenciales como Onion Lake o Blue Quills Residential School. El legado de las escuelas a los aborígenes de hoy se ha denominado una "herida del alma colectiva".

### Alcance de armas aéreas de la Guerra Fría y Cold Lake
En 1930 se utilizaron disposiciones de las Leyes de Alberta y Saskatchewan para permitir la confiscación de cualquier zona militarmente importante. Durante la Guerra Fría, la Real Fuerza Aérea Canadiense buscaba una zona de pruebas y usando una alrededor de Primrose Lake. A las personas que vivían allí se les ofreció una pequeña compensación durante 20 años, añadiendo luego pagos y expandiendo su reserva con 5000 acres (2023,4 ha) de tierra adicional.
Si bien se introdujeron las técnicas más modernas a las naciones Cold Lake, la primera línea eléctrica no se instaló antes de 1964. Las escuelas residenciales no se cerraron antes de 1971, un sistema por el que el primer ministro Stephen Harper se disculpó en 2008.[cita requerida]

## Reservas
La reserva más grande hoy es Cold Lake 149 AB o LeGeoff, en el este de Bonnyville en una región de 145,281 kilómetros cuadrados (56,1 mi²). Hay otras reservas, como la de 4134 ha en Beaver Creek (149B), 96,2 ha del territorio de la Reserva India de la Primera Nación Blue Quills, 71,6 ha en la costa sur de Cold Lake (149A) y 149C, y el terreno destinado como una especie de compensación para la Base Aérea, que consta de 2023,5 Ja.[cita requerida]
La principal reserva Cold Lake, LeGoff, recibió la misión de San Rafael en 1849. En 1915 se construyó la iglesia de Santo Domingo, quemada luego en 1917 y reconstruida en 1919. Se construyó una escuela en LeGoff entre 1921 y 1922. La reserva se encuentra en conexión con regiones urbanas adyacentes por medio de la intercomunal 55.
Existen otras tres reservas con habitantes de la banda: 149A Cold Lake Town, 149B English Bay y la 149C a nivel del Río Martineau. La Corona Canadiense asignó la Reserva India de la Primera Nación Blue Quills para las primeras naciones Cold Lake y la comparten con otras cinco bandas; Nación Cree Beaver Lake, Primera Nación Frog Lake, Primera Nación Heart Lake, Nación Cree Kehewin y la Nación Cree Saddle Lake.

## Almacén de carbono
La comunidad Cold Lake es parte de una propuesta de red de captura y almacenamiento de carbono que es el elemento central de un plan de los principales productores de arenas petrolíferas para alcanzar el neutralidad de carbono en el país para 2050.Paula Duhatschek (13 de octubre de 2023). «'They're ramming it down our throats,' Cold Lake First Nation Chief says of Pathways carbon capture project» (en inglés). Consultado el 25 de enero de 2024.
El plan de Pathways Alliance, un consorcio de los mayores productores de arenas petrolíferas de Canadá, es construir un oleoducto de 400 kilómetros (248,5 mi) que transportaría carbono desde más de 20 instalaciones de arenas petrolíferas hasta un centro subterráneo cerca de Cold Lake para su almacenamiento.